# Susi Air

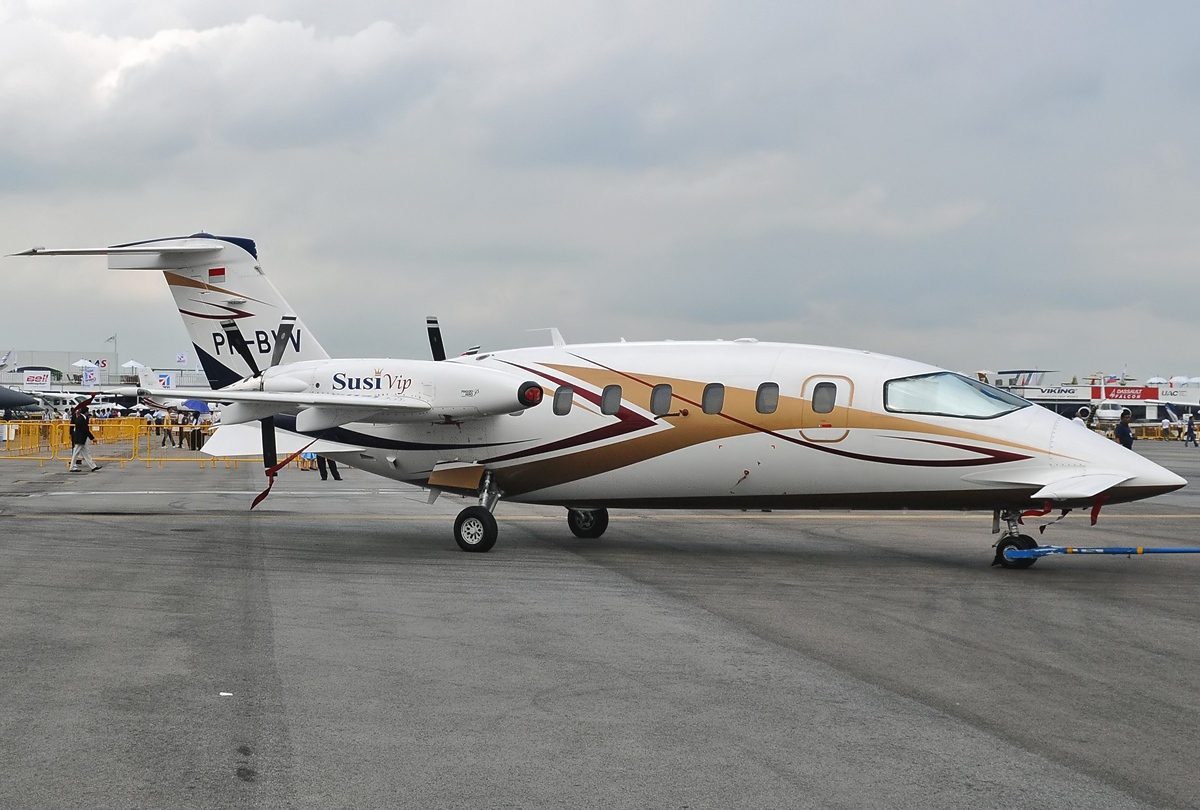
Susi Air

Susi Air es una compañía aérea indonesia fundada a finales del año 2004 por Susi Pudjiastuti y su marido: Christian von Strombeck. La idea inicial era la de transportar el pescado y el marisco de la otra compañía pesquera de la Sra. Pudjiastuti: PT ASI Pudjiastuti.
El Terremoto del océano Índico de 2004, provocó un devastador Tsunami que arrasó toda la costa oeste de la isla de Sumatra. Las dos nuevas Cessna 208 Grand Caravan, adquiridas por la compañía, fueron rápidamente puestas a disposición de las agencias de ayuda para el transporte de medicinas, equipos médicos, heridos y comida. 
En el año 2005, una tercera Grand Caravan se unió a Susi Air, permitiendo a la compañía comenzar la operación de vuelos regulares en Medan, la capital del norte de Sumatra. A finales del 2006, este avión se trasladó a Jayapura, en la mitad oeste de la isla de Papúa, para establecer una base en la que es una de las zonas más desafiantes para volar del mundo.
Una cuarta Cessna Grand Caravan fue añadida a la flota a comienzos del año 2007 junto con un nuevo tipo de avión, la Diamond Twin Star para usarla en vuelos chárter así como para establecer la posibilidad de poder entrenar a sus propios pilotos. A finales del 2007, se compraron otras 4 Grand Caravan para ampliar la flota además de extender la variedad de aviones con 2 Pilatus Turbo Porter.
En 2008, una Diamond Diamond Star se añadió a la flota para emplearse en la formación de pilotos de Susi Flying School, basada en las oficinas de la compañía en Pangandaran, Java Oeste; asentando así la intención de la compañía de formar a pilotos locales. La novena Grand Caravan llegó en mayo de 2008, continuando el estable desarrollo de la compañía. septiembre de 2008 vio la llegada del décimo avión de Cessna. En octubre de ese mismo año, la DA40 tuvo un fallo de motor y consiguió realizar un aterrizaje de emergencia cerca de Bandung.
La primera Grand Caravan equipada con cabina Garmin G1000, llegó en abril del año 2009 seguida de una segunda poco después. En julio de 2009 llegó el primer Piaggio Avanti de la flota.
Susi Air es conocida en Indonesia por contratar a pilotos extranjeros, principalmente de países europeos o Norteamérica debido a la deficiente formación de los pilotos locales y su escasez. Indonesia tiene leyes estrictas respecto a la cantidad de extranjeros que una compañía indonesia puede emplear. De los más de 100 pilotos que Susi Air tiene, la mayoría son extranjeros, tal y como dijo la propietaria, Susi Pudjiastuti en un artículo de prensa. 

## Destinos
Susi Air opera vuelos charters desde sus 4 bases principales en Medan (North Sumatra), East Jakarta (Yakarta), Balikpapan (East Kalimantan) y Jayapura (Papua).
Susi Air opera los siguientes servicios (abril de 2011):
Indonesia
- Java
  - Cilacap - Tunggul Wulung Airport

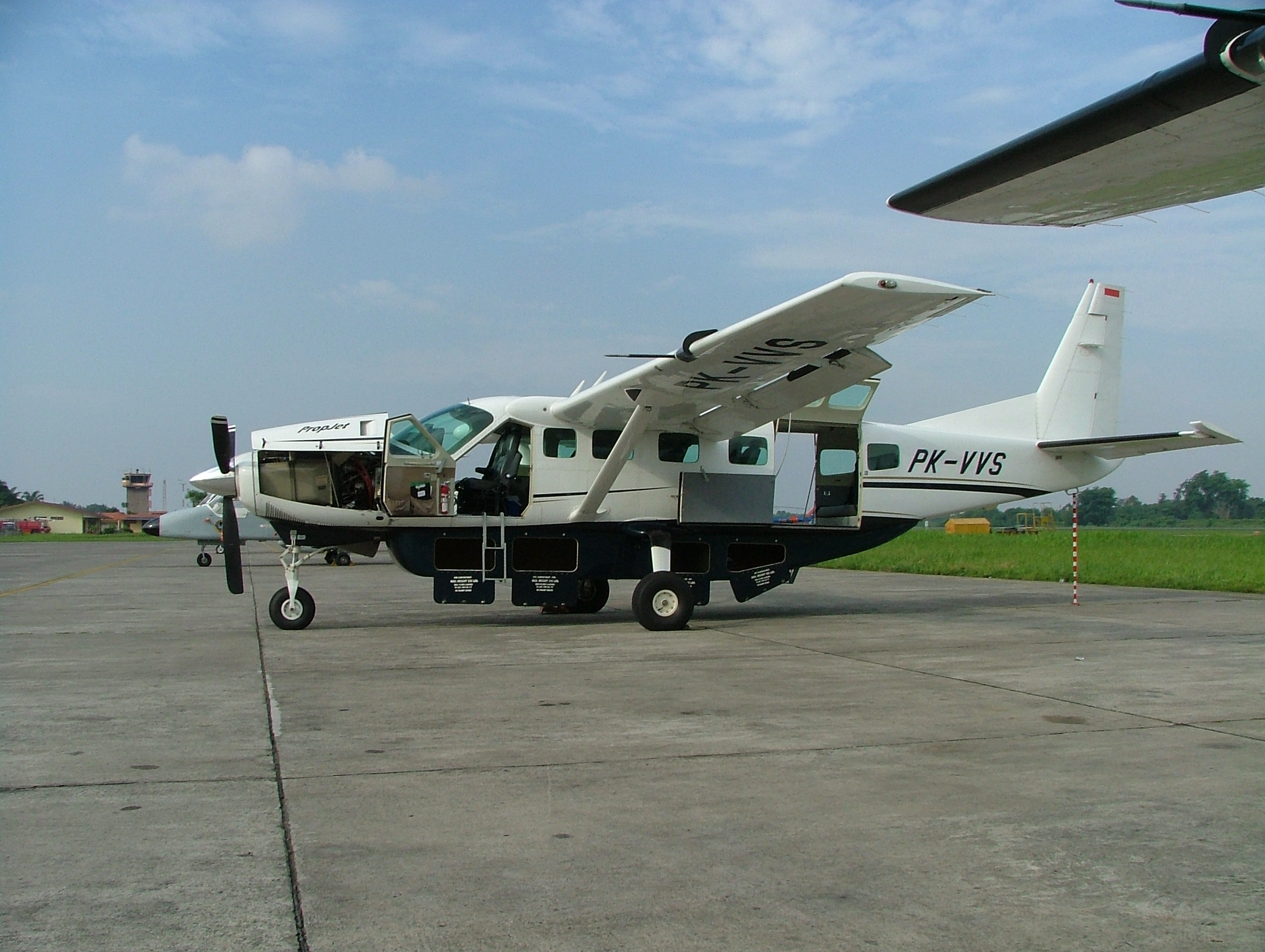
Cessna 208

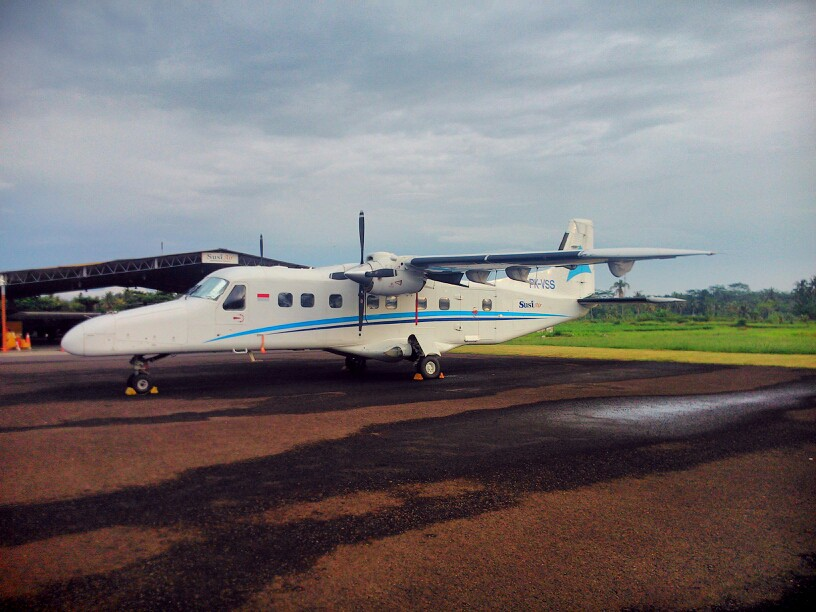
Dornier Do 228

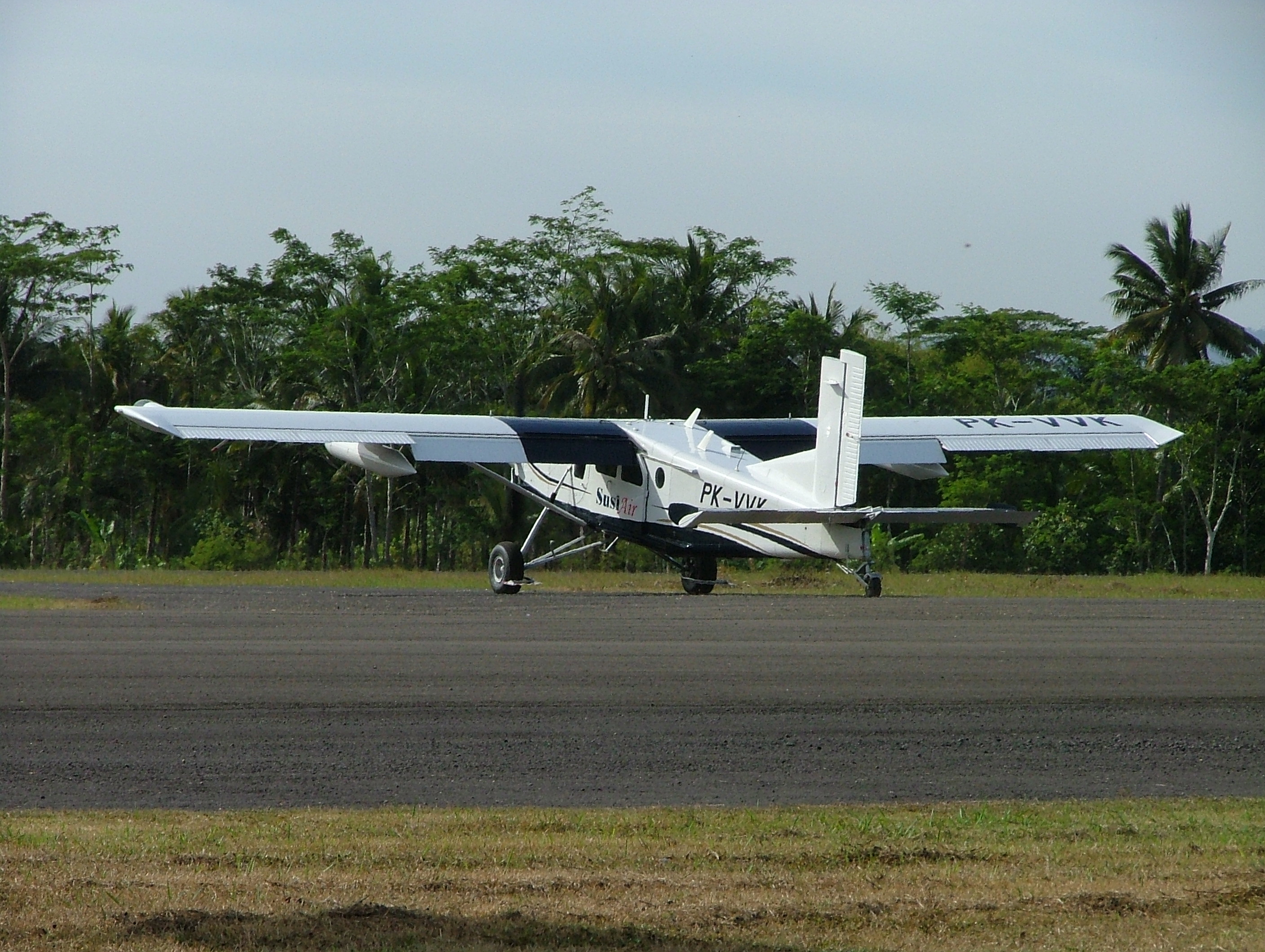
Pilatus PC-6

  - Yakarta - Halim Perdanakusuma International Airport
  - Pangandaran - Nusawiru Airport
  - Semarang - Achmad Yani International Airport
  - Pangandaran - Susi Int'l Pangandaran Beach Airstrip
  - Sumenep - Trunojoyo Airport
- Kalimantan
  - Balikpapan - Sultan Aji Muhammad Sulaiman Airport
  - Banjarmasin - Syamsudin Noor Airport
  - Batulicin - Batulicin Airport
  - Datah Dawai - Datadawai Airport
  - Kotabaru - Stagen Airport
  - Long Apung - Long Ampung Airport
  - Long Bawan - Long Bawan Airport
  - Malinau - Malinau Airport
  - Melak - Melak Airport
  - Muara Teweh - Muara Teweh Airport
  - Nunukan - Nunukan Airport
  - Samarinda - Temindung Airport
- Lesser Sunda Islands
  - Kupang - El Tari Airport
  - Larantuka - Gewayantana Airport
  - Lewoleba - Atambua Airport
  - Rote Island - Rote Airport
  - Sabu Island - Sabu Airport
- Maluku
  - Ambon - Pattimura Airport
  - Banda - Bandanaira Airport
- Papua
  - Biak - Frans Kaisiepo Airport
  - Bintuni - Stenkol Airport
  - Fak Fak - Fakfak Airport
  - Manokwari - Rendani Airport
  - Merdey - Merdey Airport
  - Nabire - Nabire Airport
  - Sorong - Dominique Eduard Osok Airport
  - Serui - Sudjarwo Tjondronegoro Airport
  - Sinak - Sinak Airport
  - Wasior - Wasior Airport
  - Wamena - Wamena Airport
  - Sentani - Sentani Airport
  - Merauke - Mopah Airport
- Sumatra
  - Bengkulu - Fatmawati Soekarno Airport
  - Blangkejeren - Senubung Airport
  - Blangpidie - Kuala Batee Airport
  - Banda Aceh - Sultan Iskandar Muda International Airport
  - Dabo - Dabo Airport
  - Jambi - Sultan Thaha Airport
  - Kutacane - Alas Leuser Airport
  - Letung - Letung Airport
  - Medan - Kuala Namu International Airport
  - Meulaboh - Cut Nyak Dhien Airport
  - Mukomuko - Mukomuko Airport
  - Padang - Minangkabau International Airport
  - Pangkal Pinang - Depati Amir Airport
  - Pekanbaru - Sultan Syarif Kasim II International Airport
  - Sibolga - Ferdinand Lumban Tobing Airport
  - Silangit - Silangit Airport
  - Simpang Ampek - Pusako Anak Nagari Airport
  - Simeulue Island - Lasikin Airport
  - Tanjung Balai Karimun - Sei Bati Airport
  - Tembilahan - Tempuling Airport